# Pieter van Dijk
Petrus (Pieter) van Dijk (De Lier, 21 februari 1943) is een Nederlands rechtsgeleerde. 
Van  Dijk volgde het gymnasium-alfa en studeerde vervolgens rechten aan de Universiteit Utrecht. Op 2 juni 1976 promoveerde hij cum laude bij Jos Kapteyn aan de Universiteit Leiden op het proefschrift Toetsing van overheidshandelen door de nationale en internationale rechter en het vereiste van een procesbelang. Rechtsvergelijkende studies terzake van het procesbelang in het nationale, Europese en volkenrecht. Reeds een maand later werd hij benoemd tot hoogleraar recht der internationale organisaties aan de Universiteit Utrecht, waar sinds de benoeming van zijn promotor Kapteyn te Leiden een vacature was.
In 1990 werd Van Dijk benoemd tot lid van de Raad van State; als hoogleraar te Utrecht werd hij opgevolgd door Deirdre Curtin. Vanaf juni 1996 was hij daarnaast tevens rechter bij het Europees Hof voor de Rechten van de Mens te Straatsburg, tot de hervorming van het Hof in november 1998. Van 2000 tot 2003 was hij voorzitter van de Afdeling bestuursrechtspraak van de Raad van State, een functie die hij vervolgens van 2006 tot 2010 opnieuw uitoefende. Van 2010 tot 2013 was hij nog vicepresident van het Constitutioneel Hof van Sint Maarten. In 2013 stopte hij vanwege het bereiken van de 70-jarige leeftijd ook als staatsraad.